# Золочівська селищна рада
Зо́лочівська се́лищна ра́да — адміністративно-територіальна одиниця та орган місцевого самоврядування в Золочівському районі Харківської області. Адміністративний центр — селище міського типу Золочів.

## Загальні відомості
- Золочівська селищна рада утворена в 1923 році.
- Територія ради: 177,1 км²
- Населення ради: 13 129 осіб (станом на 2001 рік)
- Територією ради протікає річка Уди.

## Населені пункти
Селищній раді підпорядковані населені пункти:
- смт Золочів
- с. Березівка
- с. Бугаї Другі
- с. Зрубанка
- с. Литвинове
- с. Макариха
- с. Орішанка
- с. Розсохувате
- с. Сніги
- с. Цапівка

### Зниклі населені пункти
- с. Бугаї Перші

## Склад ради
Рада складається з 26 депутатів та голови.
- Голова ради: Коваленко Віктор Миколайович
- Секретар ради: -

### Керівний склад попередніх скликань
| Прізвище, ім'я, по батькові   | Основні відомості                                                        | Дата обрання           | Дата звільнення |
| ----------------------------- | ------------------------------------------------------------------------ | ---------------------- | --------------- |
| Федоров Микола Андрійович     | Селищний голова, 1951 року народження, член Народно-демократичної партії | 26.03.2006             | 31.10.2010      |
| Гур'єв Федір Іванович         | Селищний голова, 1954 року народження, освіта вища, член Партії регіонів | 31.10.2010             | 16.12.2012      |
| Бондаренко Тетяна Анатоліївна | Селищний голова, 1962 року народження, освіта вища                       | 16.12.2012, 11.11.2015 | 28.11.2017      |

Примітка: таблиця складена за даними сайту Верховної Ради України

### Депутати
За результатами місцевих виборів 2010 року депутатами ради стали:

#### За суб'єктами висування
| Суб'єкт висування                                       | Кількість обраних депутатів | %    |
| ------------------------------------------------------- | --------------------------- | ---- |
| Партія регіонів                                         | 14                          | 46,7 |
| Самовисування                                           | 5                           | 16,7 |
| Народна партія                                          | 4                           | 13,3 |
| Політична партія Всеукраїнське об'єднання «Батьківщина» | 4                           | 13,3 |
| Комуністична партія України                             | 2                           | 6,7  |
| Українська соціал-демократична партія                   | 1                           | 3,3  |

#### За округами
| № округу                                                | Прізвище, ім'я, по батькові      | Дата визнання обраним | Освіта             | Партійна приналежність                        | Відомості про обраного депутата |
| ------------------------------------------------------- | -------------------------------- | --------------------- | ------------------ | --------------------------------------------- | --- |
| Комуністична партія України                             |                                  |                       |                    |                                               | |
| 14                                                      | Березовська Олена Миколаївна     | 02.11.2010            | вища               | позапартійна                                  | ПХО «Золочівський ринок», приватний підприємець                                                                                        |
| 16                                                      | Борох Ігор Станіславович         | 02.11.2010            | вища               | член Комуністичної партії України             | приватний підприємець |
| Народна Партія                                          |                                  |                       |                    |                                               | |
| 11                                                      | Борох Микола Григорович          | 02.11.2010            | вища               | член Народної партії                          | СТОВ «Довжик», директор |
| 12                                                      | Сухоставський Олег Анатолійович  | 02.11.2010            | вища               | член Народної партії                          | СТОВ «Петровське», інженер |
| 13                                                      | Цилюрик Олександр Васильович     | 02.11.2010            | вища               | член Народної партії                          | СТОВ «Золочівське», головнийагроном |
| 17                                                      | Юхно Володимир Іванович          | 02.11.2010            | вища               | член Народної партії                          | приватний підприємець |
| Партія регіонів                                         |                                  |                       |                    |                                               | |
| 3                                                       | Литовченко Валерій Олексійович   | 02.11.2010            | середня            | член Партії регіонів                          | ФОП Литовченко В. О. |
| 5                                                       | Федорова Валентина Миколаївна    | 02.11.2010            | вища               | член Партії регіонів                          | Золочівська гімназія № 1, директор |
| 7                                                       | Слинько Людмила Іванівна         | 02.11.2010            | вища               | член Партії регіонів                          | Золочівська районна рада, керівник апарату                                                                                             |
| 9                                                       | Борох Лідія Олександрівна        | 02.11.2010            | вища               | член Партії регіонів                          | Золочівська загальноосвітня школа I-III ст. № 3, директор                                                                              |
| 10                                                      | Христенко Микола Якович          | 02.11.2010            | вища               | член Партії регіонів                          | пенсіонер |
| 18                                                      | Козюпа Сергій Михайлович         | 02.11.2010            | вища               | член Партії регіонів                          | Золочівська районна санітарно-епідеміологічна станція, головний санітарний лікар                                                       |
| 20                                                      | Виноградов Володимир Миколайович | 02.11.2010            | вища               | член Партії регіонів                          | ВАТ «Золочівська МС ПМК № 11», виконроб                                                                                                |
| 23                                                      | Олійник Зоя Іванівна             | 02.11.2010            | вища               | позапартійна                                  | Відділ у справах молоді та спорту Золочівської районної державної адміністрації, начальник                                             |
| 24                                                      | Брагоренко Андрій Леонтійович    | 02.11.2010            | вища               | член Партії регіонів                          | Золочівський район електричних мереж, начальник                                                                                        |
| 25                                                      | Цилюрик Євгеній Миколайович      | 14.11.2010            | середня спеціальна | член Партії регіонів                          | Цех електрозв'язку № 16, інженер дільниці технічної експлуатації станційних споруд                                                     |
| 26                                                      | Федорова Світлана Анатоліївна    | 02.11.2010            | вища               | член Партії регіонів                          | Золочівська районна рада, головний спеціаліст                                                                                          |
| 27                                                      | Колодько Олег Сергійович         | 02.11.2010            | вища               | член Партії регіонів                          | Золочівська загальноосвітня школа I-III ст. № 2, директор                                                                              |
| 28                                                      | Галицька Ірина Вікторівна        | 02.11.2010            | вища               | член Партії регіонів                          | Золочівська загальноосвітня школа I-III ст. № 2, вчитель                                                                               |
| 30                                                      | Козиренко Геннадій Іванович      | 02.11.2010            | середня спеціальна | член Партії регіонів                          | Українське товариство мисливців та рибалок Золочівської районної ради, єгер                                                            |
| Політична партія Всеукраїнське об'єднання «Батьківщина» |                                  |                       |                    |                                               | |
| 1                                                       | Юхно Роман Миколайович           | 02.11.2010            | вища               | член Всеукраїнського об'єднання «Батьківщина» | Золочівське районне газове господарство, слюсар                                                                                        |
| 2                                                       | Стешенко Віктор Володимирович    | 02.11.2010            | середня            | член Всеукраїнського об'єднання «Батьківщина» | Цапівська загальноосвітня школа І-ІІ ст., оперетор газової котельні                                                                    |
| 6                                                       | Чефонов Сергій Вікторович        | 02.11.2010            | середня спеціальна | член Всеукраїнського об'єднання «Батьківщина» | ТОВ «Хароптторг», охоронець |
| 29                                                      | Постольний Микола Васильович     | 02.11.2010            | середня спеціальна | член Всеукраїнського об'єднання «Батьківщина» | приватний підприємець |
| Українська соціал-демократична партія                   |                                  |                       |                    |                                               | |
| 15                                                      | Світличний Юрій Олександрович    | 02.11.2010            | вища               | член Української соціал-демократичної партії  | Довжанська загальноосвітня школа I-III ст., вчитель                                                                                    |
| Самовисування                                           |                                  |                       |                    |                                               | |
| 4                                                       | Попов Олександр Вікторович       | 02.11.2010            | середня спеціальна | позапартійний                                 | ФОП Попов О. В. |
| 8                                                       | Світлична Вікторія Миколаївна    | 02.11.2010            | вища               | позапартійна                                  | Золочівська загальноосвітня школа I-III ст. № 3, вчитель                                                                               |
| 19                                                      | Вербицький Роман Миколайович     | 01.05.2011            | вища               | член Політичної партії «Сильна Україна»       | приватний підприємець |
| 21                                                      | Семикіна Ганна Олександрівна     | 02.11.2010            | вища               | позапартійна                                  | Золочівська селищна рада, секретар |
| 22                                                      | Кравцов Олександр Миколайович    | 02.11.2010            | вища               | позапартійний                                 | Дергачівська екологічна інспекція в Харківській області, головний спеціаліст-державно го інспектора з охорони навколишнього середовища |